# Zofia Szczęśniewska

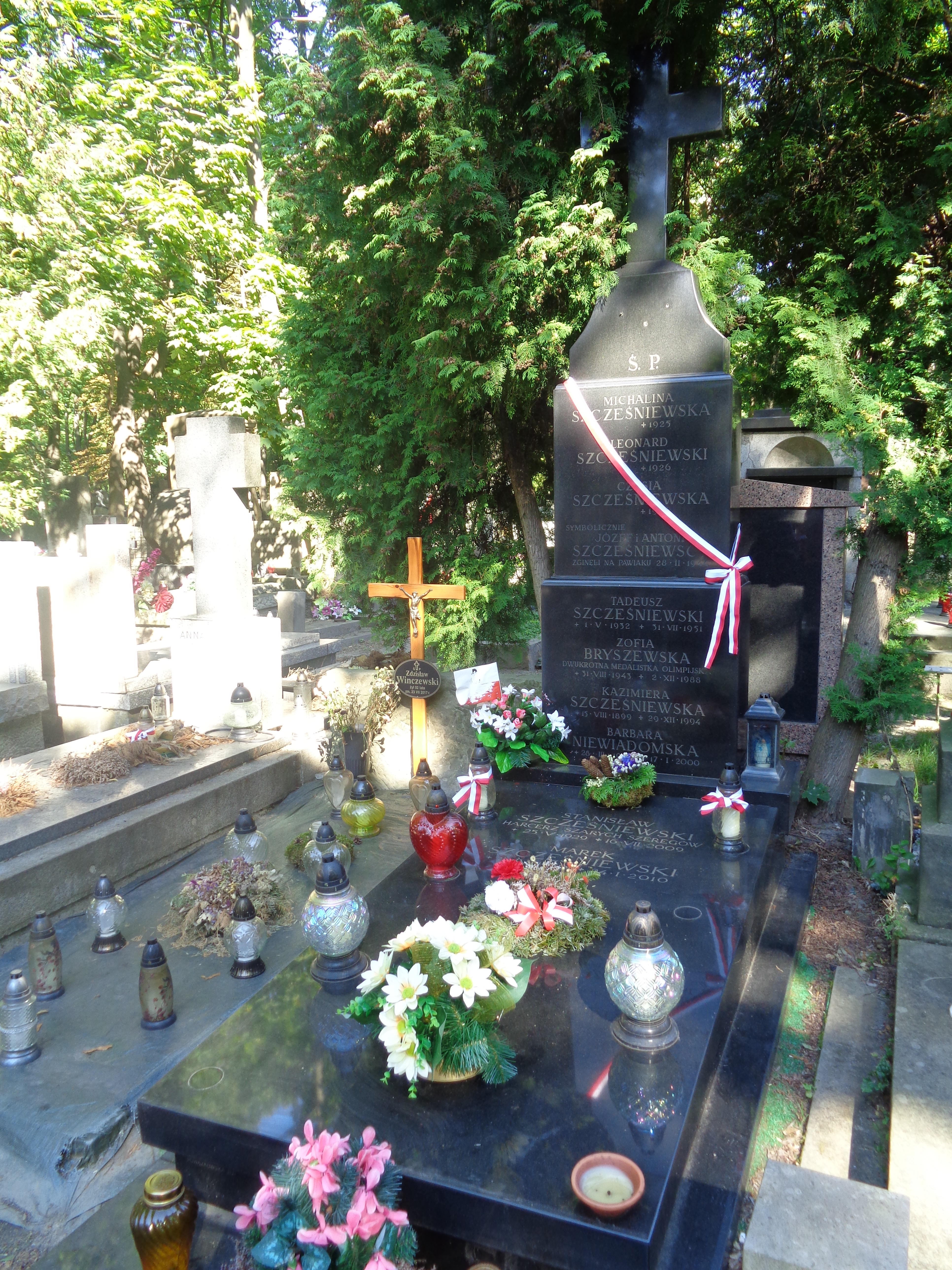
Túmulo da jogadora

Zofia Antonina Szcześniewska (Varsóvia, 31 de agosto de 1943 — Varsóvia, 2 de dezembro de 1988) foi uma jogadora de voleibol da Polônia que competiu nos Jogos Olímpicos de 1964 e 1968.
Em 1964, ela fez parte da equipe polonesa que conquistou a medalha de bronze no torneio olímpico, no qual atuou em duas partidas. Quatro anos depois, ela participou de sete jogos e ganhou a segunda medalha de bronze com o conjunto polonês no campeonato olímpico de 1968.